# Permarachne novokshonovi
Permarachne, Permarachnidae
Famille
Genre
Espèce
Permarachne novokshonovi est une espèce fossile d'Uraraneida, la seule du genre fossile Permarachne et de la famille  fossile des Permarachnidae.

## Classification
l'espèce Permarachne novokshonovi, genre Permarachne et la famille des Permarachnidae sont décrits par Kirill Yuryevich Eskov et Paul A. Selden en 2005,,,,.

## Description
Cette espèce a été découverte à Matveyevka dans l'Oural en Russie. Elle date du Permien.

### Publication originale
- [2005] (en) Eskov et Selden, « First record of spiders from the Permian period (Araneae: Mesothelae). », Bulletin of the British Arachnological Society, vol. 13, no 4,‎ 2005, p. 111-116 (lire en ligne).